# Occoquan
Occoquan é uma cidade  localizada no estado norte-americano de Virginia, no Condado de Fairfax e Condado de Prince William.

## Demografia
Segundo o censo norte-americano de 2000, a sua população era de 759 habitantes.
Em 2006, foi estimada uma população de 809, um aumento de 50 (6.6%).

## Geografia
De acordo com o United States Census Bureau tem uma área de
0,5 km², dos quais 0,4 km² cobertos por terra e 0,1 km² cobertos por água. Occoquan localiza-se a aproximadamente 68 m acima do nível do mar.

## Localidades na vizinhança
O diagrama seguinte representa as localidades num raio de 8 km ao redor de Occoquan.